# Cine de República Dominicana
El cine dominicano es una industria cinematográfica que nació en 1900 con la proyección de la primera película con un cinematógrafo Lumiere en el teatro Curiel de San Felipe de Puerto Plata y se consolida a partir de la década del 2000s. Se caracteriza por la producción de filmes de drama, suspenso y comedias; explorando temáticas cultures y sociales.  A partir de la aprobación Ley 108-10 sobre el Fomento de la Actividad Cinematográfica en la República Dominicana, la industria creció de manera vertiginosa y haciendo el país un destino atractivo para la filmación de vídeos musicales, películas, series, cortometrajes, reality shows, comerciales, entre otras producciones televisivas. En 2024 las películas dominicanas cuadruplicaron los ingresos de las extranjeras. Para el 2018, La República Dominicana se convirtió en el líder en Latinoamérica, en cuota del mercado del cine propio con un 21%, superando a países como Brasil, Argentina, Chile y Perú. De la misma manera, es el líder en Iberoamérica con un 26.4% Durante el 2021, las producciones cinematográficas en República Dominicana superan los RD$15,000 millones.
El primer filme dominicano sonorizado es un noticiario de actualidades rodado en 1930 acerca de la figura del presidente Trujillo. El cine es adoptado por los medios de comunicación masivos como un instrumento ideológico. Por esa razón, en los treinta años de la tiranía se realizan solamente trabajos documentales sobre el país que exaltan al tirano y sus parientes. Sólo en 1953 el cineasta Rafael Augusto Sánchez Stanley “Pupito”, produce trece documentales para el régimen y su compañía Cine Dominicano. No fue hasta la década de los 80 cuando la industria del cine comenzó a crecer considerablemente. "Pasaje de Ida" (1988) dirigida por Agliberto Meléndez fue el primer filme dominicano en ser aclamada por la crítica nacional e internacional, recibiendo reconocimientos internacionales e nacionales. “Nueba Yol: por fin llegó Balbuena” (1995)" de Ángel Muñiz es considerada como la primera película dominicana en obtener un enorme éxito comercial y el primer filme en tener una campaña de marketing exitosa, llevando un personaje de la televisión (Balbuena) interpretado por Luisito Marti, a la pantalla grande. El éxito se repito, aunque a menor escala, con Nueba Yol III: bajo la nueva ley” (1997). Previamente el Director, guionista, productor y actor Pericles Mejia, realizó la película 4 Hombres y un Ataud en 1996
A partir de 2003, considerado el “Año Cero” para la filmografía dominicana puesto que es donde se establece una constante en cuanto a la producción de cine de ficción, se publica "Perico Ripiao" de Ángel Muñiz, que es acreditada como el filme que da nacimiento a la industria comercial del cine local. A partir del éxito de este filme, se volvió recurrente que al menos una película al año tenga un éxito considerable de taquillas, sobre todo, las comedias. En 2005, dos películas del género suspenso y dramático tuvieron éxito comercial en la crítica, Andrea y La Maldición del Padre Carmona donde la actriz Zoe Saldaña tiene participación. En 2006, por primera vez se publicaron cinco películas, consolidando una línea constante en la producción de filmes de todo tipo sobre todo comedias, suspenso, dramas y documentales.
Entre 2007 y 2009, filmes como "Yuniol", "Ladrones a Domicilio", "60 millas al este" fueron aclamadas por la crítica local por explorar temáticas sociales, mientras "Sanky Panky" "Un Macho Mujer" y "Cristiano de la Secreta" rompieron récords en taquilla. Después de la promulgación de la ley de cine en el 2010, las producciones cinematográficas aumentaron considerablemente, dándole facilidades al sector privado para invertir y esto en consecuencia, ayudo aumentar considerablemente el presupuesto para las películas y calidad. Además, le dio facilidades a las empresas de extranjeras para filmar aumentando la inversión extrajera, incluyendo la inaguracion de los Estudios Pinewood, en Juan Dolio, San Pedro de Macorís. Desde el 2012 se aumentó considerablemente la cantidad de estrenos siendo el 2022 el año más productivo con 29. Para el 2023, la República Dominicana se destacó como el único país en Latinoamérica con una película nacional en el top de las películas más taquilleras de ese año.

## Historia

### Inicios, Orígenes y el primer filme (1900-1924)
En el 1900, llegan al país las primeras exposiciones a través del industrial Francesco Grecco, quien habría hecho un recorrido por el Caribe para mostrar la invención del cinematógrafo, un aparato capaz de filmar y proyectar imágenes en movimiento inventado por los hermanos Lumiére y patentado en 1895.
La proyección de la primera película se realizó en el teatro Curiel de San Felipe de Puerto Plata. La primera película filmada y producida en República Dominicana se realizó en el 1915, dirigida por el camarógrafo de Puerto Rico Rafael Colorado que tuvo como título "Excursión de José Diego en Santo Domingo".
Más tarde, en el 1922, el editor y fotógrafo Francisco Palau junto a los grafos, Tuto Báez y Juan B. Alfonseca, se hizo la primera película de ficción titulada "La leyenda de la Virgen de La Altagracia". La producción fue sustentada en textos del historiador Bernardo Pichardo, y es considerada como el filme que dio origen al cine dominicano. Su estreno oficial fue el 16 de febrero de 1923. Un año después, el 19 de marzo del 1924, se publicó "Las Emboscadas de Cupidos", que narraba narraba la historia de una pareja de enamorados que se las ingenian para mantener su unión, aún con la oposición del padre de la novia.

### La Época de la Dictadura de Trujillo y Los primeros pasos del documentalismo dominicano (1930-1961)
De 1930 al 1961, la República Dominicana estuvo sometida una sagrienta dictadura dirigida por Rafael Leonidas Trujillo, el cine domincano sufrió una pausa prolongada debido a que las libertades tanto de la prensa como de expresión fueron suprimidas imponiendo un freno total a las manifestaciones artísticas y culturales, estimulando solamente aquello qué entiende beneficioso para sus propósitos.Por ende, durante esta época no hubo avances importantes dentro del cine dominicano y no se registraron películas, pero si se realizaron documentales a favor de la dictadura.
En el 1930 el discurso de inauguración de Trujillo, fue la primera producción con sonido producida en el país. En el 1953, el cineasta Rafael Augusto Sánchez Sanlley (Pupito), con el auspicio de la compañía Cine Dominicano, realizó 13 producciones que destacaban las bondades de la dictadura para las secretarias de estado. Sin embargo, dichos documentales mostraron algunos aspectos de la miseria que se vivía en la década de los 50 en la República Dominicana, mostrando una realidad contrastante entre la carencia material del pueblo dominicano y la opulencia que exhibía la familia Trujillo. En consecuencia, esto terminó con su apresamiento, llevándolo a cárceles de tortura del régimen y el desolvimiento de la compañía. 
En el 1955,  Oscar Torres grabó y produjo una serie de películas que se extendieron hasta 1960 (Nenén de la Ruta Mora, Qué opina la mujer, Olas y arenas, El yugo, La Ronda incompleta y Tierra olvidada), siento estas las primeros filmes registrados en el país desde el 1924. En el 1958, Manuel Báez realiza el primer documental en 35mm y en color titulado "Ganadería: riqueza nacional". En el 1961, Hugo Mateo, quien había colaborado con Pupito Sánchez Sanlley, publicó "30 de mayo: gesta libertadora" cuya producción inicio a solo dos semanas del ajusticiamiento de Trujillo, el 30 de mayo de 1961.

### Época post-Trujillista y la consolidacion del documentalismo dominicano (1963-1987)
El dictador Rafael Leonidas Trujillo fue asesinado el 30 de mayo del 1961. A partir de la década de los 60 y 70, la  República Dominicana se embarca en el camino de la recuperación de la libertad de expresión y consolidación de democracia.
La primera película publicada después de la muerte del tirano, fue “La silla” del dramaturgo Franklin Domínguez. El documental exponia los problemas de la juventud dominicana en la dictadura de trujillo. El filme estuvo protagonizado por un solo actor, Camilo Carrau, y a través de este carácter la película va relatando los hechos históricos que marcaron la dictadura trujillista. En los años siguientes, la industria del cine dominicano continuo un progresión y con diferentes notas estilísticas que han dado muchas razones para hacer de este género una viable muestra dentro del cine dominicano a pesar de que la exhibición de largometrajes documentales en las salas de cine del país es limitada.  
El documentalista Max Pou realizó varios documentales de importancia en los cules se destacan “El esfuerzo de un pueblo” (1968), "Carnaval" (1969), un documental turístico hecho en 35mm y un año más tarde produce otro documental con las mismas características titulado “Santo Domingo: Cuna de América” (1970). Otros trabajos importantes se destacan, “Lengua azul” (1976) y “Fondo negro” o “Los dueños del sol” (1976), este último, presentado en la conferencia sobre el hábitat, auspiciada por las Naciones Unidas, en Vancouver, Canadá. 
Un acontecimiento importante en el área del documental en la República Dominicana ocurrió el 12 de octubre de 1978 cuando fueron presentados, en el Teatro Olimpia, los cortos documentales “Siete días con el pueblo” dirigido por Jimmy Sierra, un documental acerca del más significativo evento popular artístico acontecido en la época del gobierno del doctor Joaquín Balaguer celebrado en 1974. Por otro lado “Rumbo al poder” del periodista José Bujosa Mieses que trataba acerca de la campaña política de 1978 que llevó el triunfo al Partido Revolucionario Dominicano (PRD). Por otro aldo, Onofre de la Rosa, a través del Grupo Cine Militante realiza el corto documental “Crisis” en 1977, donde expone la agresión económica y militar contra la Universidad Autónoma de Santo Domingo (UASD) durante el gobierno los doce años del gobierno de Joaquín Balaguer. De acuerdo con la revista Fotómetro, órgano oficial del Instituto Dominicano de Arte y Cine (IDAC), este trabajo fue el primero en participar en un festival latinoamericano y el primero en participar en el Festival de Oberhausen, Alemania Federal.
Durante la década los 80s, se produjero una serie de documentales que tuvieron amplia difusión en el medio televisivo gracias al soporte del medio del video, lo que permitió que el amplio público que abarca la televisión, aprovechara su exposición visual y argumental. Entre ellos se destacan: “Camino al Pico Duarte” (1982), dirigido por Claudio Chea, "El valle de San Juan” (1983), también centrado en la preservación ecológica; “El paseo de la Virgen” (1983) sobre una antigua tradición de la villa de pescadores de "Palmar de Ocoa y “El Acuario Nacional” (1985), un documental educacional sobre este nuevo museo nacional. El documental conmemoratorio a la Revolución de Abril llamado "A golpe de heroismo" dirigido por Tommy García, publicado el 24 de abril de 1985 en Casa de Teatro, fue el primero en cobrar por su exhibición al público. Además, fue difundido Cuba, Nicaragua, Panamá y Norteamérica.

## Estadísticas

### Películas por años
| Tiempo/Años | N.º películas |
| ----------- | ------------- |
| 1922-1969   | 15            |
| 1970-1989   | 19            |
| 1990-2009   | 67            |
| 2010-2012   | 24            |
| 2013        | 13            |
| 2014        | 20            |
| 2015        | 19            |
| 2016        | 20            |
| 2017        | 26            |
| 2018        | 23            |
| 2019        | 27            |
| 2020        | 8             |
| 2021        | 20            |
| 2022        | 29            |
| 2023        | 34            |
| 2024        | 39            |

### Las 10 películas locales más taquilleras en República Dominicana
Lista de las película filmadas, producidas y estrenadas con mayor ventas de taquillas dentro de las salas de cine República Dominicana. Según los críticos de cine locales, cuando una película supera las 400 mil taquillas se puede considerarse taquillera y que obtiene beneficios económicos, como también garantiza el retorno de los inversionistas. Cuando supera los 300 mil, se puede considerar exitosa debido a que en la mayoría de los casos las recaudaciones supera el costo promedio de la producciones y se garantiza un retorno mínimo a los inversionistas. Mientras unas 200,000 se considera un éxito moderado o una recaudación aceptable debido a que es una asistencia muy buena y esta por encima del promedio de las asistencia de las demás películas dominicanas. Hasta el 2023, la comedia Perico Ripiao (2003) del cineasta Ángel Muñiz, ostenta el récord de la mayor cantidad de taquillas vendidas para una película (local e internacional) en las salas de cine de la República Dominicana.
| Lugar | Película                            | Año  | N.º de Taquillas |
| ----- | ----------------------------------- | ---- | ---------------- |
| 1     | Perico Ripiao                       | 2003 | 775 000          |
| 2     | Lotoman                             | 2011 | 674 000          |
| 3     | Sanky Panky                         | 2007 | 650 000          |
| 4     | Nueba Yol: !Por Fin Llegó Balbuena! | 1995 | 600 000          |
| 5     | Tubérculo Gourmet                   | 2015 | 539 000          |
| 6     | Feo de Día y Lindo de Noche         | 2012 | 495 000          |
| 7     | Lotoman 2.0                         | 2012 | 490 000          |
| 8     | Que León                            | 2019 | 425 000          |
| 9     | Un macho de mujer                   | 2006 | 420 000          |
| 10    | Cristiano de la Secreta             | 2009 | 400 000          |

### Las películas dominicanas más taquilleras y mayor recaudación a nivel nacional e internacional
Anexo:Películas dominicanas con las mayores recaudaciones
Lista de películas dominicanas que han pasado los 200 000 asientos vendidos en cines tanto locales como internacionales. De acuerdo a la prensa dominicana, cuando una película dominicana pasa las 200 000 taquillas en venta, es considerada un éxito comercial. La cifras incluyen las taquillas vendidas en República Dominicana, Puerto Rico, El Caribe y Estados Unidos.
Las películas dominicanas que han vendido más de 200,000 Taquillas
| Película                            | Año  | N.º de Taquillas |
| ----------------------------------- | ---- | ---------------- |
| Perico Ripiao                       | 2003 | 1 000 000        |
| Que León                            | 2018 | 900 000          |
| Lotoman                             | 2011 | 675 000          |
| Sanky Panky                         | 2007 | 650 000          |
| Feo de Día y Lindo de Noche         | 2012 | 635 000          |
| Nueba Yol: ¡Por Fin Llegó Balbuena! | 1995 | 600 000          |
| Tubérculo Gourmet                   | 2015 | 538 808          |
| Lotoman 2.0                         | 2012 | 500 000          |
| Un macho de mujer                   | 2006 | 420 000          |
| Cristiano de la Secreta             | 2009 | 400 000          |
| Colao                               | 2017 | 372,000          |
| Vamos de Robo                       | 2014 | 369 300          |
| Profe por Accidente                 | 2013 | 340 698          |
| Andrea                              | 2005 | 320 000          |
| Mi Novia Esta De Madre              | 2017 | 300 000          |
| Sanky Panky 2                       | 2013 | 300 000          |
| Tubérculo Presidente                | 2016 | 284 126          |
| I Love Bachata                      | 2011 | 280 294          |
| Quien Manda                         | 2013 | 270 269          |
| Pa que me case                      | 2016 | 256 000          |
| Los Leones                          | 2019 | 251 036          |
| Lotoman 003                         | 2014 | 248 575          |
| Pueto Pa`mi                         | 2015 | 245 000          |
| Pa`Que Case?                        | 2016 | 232,891          |
| Yuniol                              | 2007 | 222 988          |
| Los Paracaidistas                   | 2015 | 221 602          |
| Trabajo Sucio                       | 2018 | 221 582          |
| Megadiva                            | 2008 | 220 000          |

### Las Películas Dominicanas con más taquillas vendidas por año
Listado de las películas de producción y dirección local, con más asientos vendidos o mayor taquillas vendidas dentro de los cines locales de República Dominicana en ese año. Las películas Nueba Yol: ¡Por Fin Llegó Balbuena! (1995) y Perico Ripiao (2003) del cineasta Ángel Muñiz, son acreditadas como las primeras películas en obtener un éxito comercial rotundo. Lotoman (2011), fue la primera película dominicana en obtener un éxito rotundo de taquilla después de la aprobación de la ley del cine.
| Año  | Película                | Director                        | N.º Taquillas Vendidas |
| ---- | ----------------------- | ------------------------------- | ---------------------- |
| 2003 | Perico Ripiao           | Ángel Muñiz                     | 775 000                |
| 2005 | Andrea                  | Frank Bencosme                  | 320 000                |
| 2006 | Un Macho de Mujer       | Alfonso Rodríguez               | 420 000                |
| 2007 | Sanky Panky             | José Enrique Pintor (Pinky)     | 650 000                |
| 2008 | Play Ball               | Alfonso Rodríguez               | 330,000                |
| 2009 | Cristiano de La Secreta | Archie López                    | 375 000                |
| 2010 | Trópico de Sangre       | Juan Delancer                   |                        |
| 2011 | Lotoman                 | Archie López                    | 673 000                |
| 2012 | Lotoman 2.0             | Archie López                    | 500 000                |
| 2013 | Profe Por Accidente     | Roberto Ángel Salcedo           | 340 000                |
| 2014 | Vamos de Robo           | Roberto Ángel Salcedo           | 369 000                |
| 2015 | Tubérculo Gourmet       | Archie López                    | 538 000                |
| 2016 | Pa’ Qué Me Casé         | Roberto Ángel Salcedo           | 256 000                |
| 2017 | Colao'                  | Frank Perozo                    | 342 000                |
| 2018 | Que León                | Frank Perozo                    | 425 000                |
| 2019 | Los Leones              | Frank Perozo                    | 251 000                |
| 2020 | Me Gusta La Tuya        | Roberto Ángel Salcedo           | 43 000                 |
| 2021 | La Vida de Los Reyes    | Frank Perozo                    | 63 400                 |
| 2022 | El Brujo                | Archie Lopez                    | 135 000                |
| 2023 | Colao 2                 | Frank Perozo                    | 94 000                 |
| 2024 | Capitán Avispa          | Jean Guerra y Jonathan Meléndez | 150 000                |

## Ganadoras de Premios Soberanos
Estas son las películas, los actores y los directores de cine dominicano que han ganado los premios soberanos (Anteriormente Premios Casandra) como mejor película, mejor actor o actriz y mejor director de cine, respectivamente.
| Año  | Película                                  | Actor/Actriz                        | Director                             |
| ---- | ----------------------------------------- | ----------------------------------- | ------------------------------------ |
| 2005 | Negocios son negocios                     | Victor Pinales                      | Joppe de Bernardi                    |
| 2006 | Andrea                                    | Anny Ferreira                       | Rogert Bencosme                      |
| 2007 | Un macho de mujer                         | Roberto Angel Salcedo               | Alfonso Rodríguez                    |
| 2008 | Yuniol                                    | Frank Perozo                        | Alfonso Rodríguez                    |
| 2009 | Ladrones a Domicilio                      | Manolo Ozuna                        | Ángel Muñiz                          |
| 2010 | Bosch, Presidente en la Frontera Imperial | Kenny Grullón                       | René Fortunato                       |
| 2011 | Trópico de sangre                         | José Manuel Rodríguez               | Juan Delancer                        |
| 2012 | Jean Gentil                               | Julieta Rodríguez                   | Israel Cárdenas, Laura Amelia Guzmán |
| 2013 | La lucha de Ana                           | Cheddy García                       | Bladimir Abud                        |
| 2014 | ¿Quién manda?                             | Frank Perozo / Nashla Bogaert       | Ronny Castillo                       |
| 2015 | Código Paz                                | Paula Ferry                         | Pedro Urrutia                        |
| 2016 | La Gunguna                                | Gerardo Mercedes / Cristal Jiménez  | Ernesto Alemany                      |
| 2017 | A orillas del Mar                         | Jalsen Santana / Adalgisa Pantaleón | Bladimir Abud                        |

A partir del 2018, La Asociación de Cronistas de Arte decidió dividir la categoría película del año en Comedia del Año y Drama del Año. Los premios son entregados en la ceremonia de los Premios Soberano.

## Premios la Silla
Existen diferentes premiaciones al cine dominicano como los entregados durante los premios soberano. También existen los considerados como oficiales del cine dominicano, organizados & entregados por la Asociación Dominicana de Profesionales de la Industria del Cine o ADOCINE son los llamados Premios La Silla El nombre de los premios es un homenaje a la primera película dominicana del mismo nombre (1963) hecha por Franklin Domínguez.

## Festival de Cine Global Dominicano
El Festival de Cine Global Dominicano (FCGD), es un festival internacional celebrado con el propósito de mostrar los avances cinematográficos en la industria del cine dominicano y al mismo tiempo atraer inversiones extranjeras de directores y productores de cine a nivel internacional. El Festival de Cine Global Dominicano presenta una selección del mejor cine internacional, documental y dramático, enriquece la cultura cinematográfica del país y lleva el séptimo arte a todos los ámbitos de la sociedad dominicana. El Festival contribuye a una mayor conciencia y comprensión de temas globales a partir de historias sobre eventos y personas que han dejado huellas en nuestras vidas. Propicia y fomenta la discusión de temas sociales, políticos y económicos por medio de la cinematografía.
En 2017, el festival recibió la acreditación de la Federación Internacional de Asociaciones de Productores Cinematográficos (FIAPF) como un festival competitivo especializado en Óperas Primas.

### 1.ª Edición
En la primera edición que tuvo lugar del 8 al 12 de noviembre de 2006 en la ciudad de Santo Domingo se presentaron producciones como Vete y Vive, The Lost City, El Violín, Dirigido por Francisco Vargas Queveda y Tsotsi, esta edición fue inaugurada por el Dr. Leonel Fernández Reyna.

### 2.ª Edición
La segunda edición de este festival tuvo lugar desde el 19 al 23 de noviembre de 2008 en la ciudad de Santo Domingo, durante este festival se presentaron películas como 8 mujeres de origen francés e italiano dirigida por Francois Ozon, Bella de origen estadounidense dirigida por Alejandro Monteverde, El sabor de la noche de origen Chino, dirigida por Wong Kar Wai, Rojo como el Cielo de origen Italiano, dirigida por Cristiano Bortone.

### 3.ª Edición
En esta edición se presentaron del 18 al 22 de noviembre de 2009 con la presentación de una alfombra naranja en un acto inaugural en que se rendirá un homenaje a Omar Sharif y se ofrecerá el estreno mundial de la película Touched. Durante este festival se presentaron películas como La Soga de origen dominicano, 500 días con ella, al cruzar la línea, Entre Nos, La Nana, La Mujer del Anarquista, entre otras.

### 4.ª Edición
Fue celebrada del 16 al 21 de noviembre de 2010 en la cual se estrenaron 48 películas, incluyendo 3 dominicanas. Este festival fue simultáneamente violada 
en ciudades como Santo Domingo, Puerto Plata, Nagua, Santiago, Higüey, Punta Cana y Puerto Príncipe.
Este año el Festival de Cine Global Dominicano incorpora grandes novedades y nuevas secciones, como son el “Enfoque en Haití”, a su creatividad y entereza ante la adversidad con el Premio de reconocimiento por toda la trayectoria de su vida profesional, al cineasta haitiano Raoul Peck, con la proyección de cuatro de sus obras más representativas además de un conversatorio; Tributo Nacional por Trayectoria Profesional a la figura de la industria por su Contribución al Cine Dominicano de Irving Vincent, el Premio a Toda una Carrera Profesional, dedicado a título póstumo al crítico, escritor y dramaturgo Arturo Rodríguez Fernández; y el Tributo del Festival para la actriz Claudia Cardinale; y una muestra del cine internacional con cintas representativas de la producción cinematográfica de Australia (seis películas) y Francia (representada por tres recientes producciones).

### 5.ª Edición
Esta edición se presentó del 15 al 20 de noviembre de 2011, dicho festival se inició con un desfile por la alfombra azul, y se inauguró con la presentación del largometraje dominicano "Jaque Mate", en esta edición el festival se presentó en diferentes ciudades dominicanas además de presentarse también en Haití algunos filmes que fueron proyectados en los refugios patrocinados por el actor Sean Penn, aunque éste no asistió al evento por compromisos de trabajo en Hollywood. Este festival fue dedicado en honor a María Montez.

### 6.ª Edición
Durante el VI Festival de Cine Global Dominicana que fue celebrado desde el día 14 al 21 de noviembre de 2012 fueron presentadas 70 largometrajes internacionales, con una dedicación especial a Alemania y dando inicio con el filme “Filly Brown”.
Atrajo a más de 45.000 espectadores, Contó con el apoyo de 70 empresas e instituciones ,150 profesionales internacionales de la industria del cine de 30 países diferentes que compartieron sus conocimientos y experiencias con jóvenes cineastas dominicanos.

### 7.ª Edición
Se celebró en la República Dominicana del 12 al 20 de noviembre de 2013, en 18 salas en cinco ciudades del país: Puerto Plata, Santiago, Nagua, Cap Cana y Santo Domingo.    

### 8.aEdición
2014

### 9.aEdición
Del 10 al 18 de noviembre de 2015

### 10.aEdición
Del 25 de enero al 1 de febrero de 2017

### 11.aEdición
Del 24 al 31 de enero de 2018

### 12.aEdición
Del 30 de enero al 6 de febrero de 2019

### 13.aEdición
Del 26 de enero al 2 de febrero de 2020

## Festivales de Cine de la República Dominicana
En su haber el cine dominicano cuenta con importantes festivales y muestras anuales de cine de gran acogida, además del Festival de Cine Global (FCGD), y el más antiguo de todos, La Muestra Internacional de Cine de Santo Domingo, muy importante es el Festival Internacional de Cine de Fine Arts. Entre otros en proceso de evolución se encuentran el Festival Internacional de Cortometrajes Libélula Dorada (FICLD), el Festival Internacional de Cine Independiente de Santiago (IFFIC) Archivado el 2 de diciembre de 2018 en Wayback Machine., Muestra de Cine Medioambiental Dominicana (DREFF). Festival de Cine Documental (RDOC), Festival Internacional Mujeres en Corto (FEMUJER), Festival de Cine Dominicano-RD, Festival Internacional de Cine Infantil Archivado el 12 de julio de 2019 en Wayback Machine., Fashion Film RD, Festival del Minuto Resistencia y el https://festivalminutodelagua.com/.

## Dominican Film Market™  (Mercado de Cine de la República Dominicana)
Dominican film market™ fundado en República Dominicana en el año 2014, es oficialmente el primer mercado de cine en la historia de la Región del Caribe, DFM fue creado y producido por los cineastas Roddy Pérez y Nurgul Shayakhmetova, ejecutivos de Audiovisual Dominicana™.  En su primera edición DFM contó con el apoyo de importantes marcas internacionales como Panasonic, Nikon y  Blackmagic Design, además del co-auspicio de la Dirección General de Cine (DGCINE), el Centro de Exportación e Inversión de la República Dominicana CEI-RD y el Ministerio de Turismo de la República Dominicana. 